# Патріс Десіле
Патріс Дезіле (фр. Patrice Désilets; 9 травня 1974, Сен-Жан-сюр-Рішельє, Квебек, Канада) — французький канадський геймдизайнер, найбільш відомий як творець серії Assassin's Creed. Дезіле працював у ролі креативного директора в компанії Ubisoft над іграми Assassin's Creed, Assassin's Creed II, та Assassin's Creed: Brotherhood, під час якої залишив студію. Він також відомий тим, що пов'язаний з Prince of Persia: The Sands of Time . У 2014 році, трохи пізніше після виходу з Ubisoft Montreal, він заснував свою інді-студію Panache Digital Games, де працює над новою грою Ancestors: The Humankind Odyssey.

## Біографія
Народився в 1974 році в Сен-Жан-сюр-Рішельє, Квебек. Є сином Жака Дезіле, математика та директора коледжу загальної та професійної освіти, і Люсі де Бельфей, генерального директора Секретаріату з міжнародного усиновлення. У 1996 році Дезіле отримав ступінь бакалавра кіно та літератури в університеті Монреаля, а через деякий час він вступив до колледж Édouard-Montpetit. Завдяки досвіду у створенні фільмів і використовуючи своє творче бачення, Дезіле бере під свій контроль створення таких ігор, як Assassin's Creed 2007 року та його сіквел Assassin's Creed II, а також Tom Clancy's Rainbow Six 3: The Raven Shield, Prince of Persia: The Sands Time, Disney’s Donald Duck: Goin' Quackers та Hype: The Time Quest.

### Інцидент з Ubisoft
Дезіле залишив Ubisoft у червні 2010 року, що було підтверджено компанією 13 червня 2010 року, у пошуках більшої творчої незалежності. Після року перерви від ігрової індустрії, Патріс офіційно повернувся, приєднавшись до THQ як креативний директор у їхній новій Монреальській студії у червні 2011 року. Протягом двох років у THQ Montreal Дезіле працював над новим проєктом під назвою «1666: Amsterdam», очолюючи команду майже з п'ятдесяти осіб.

Однак у 2013 році компанія була куплена Ubisoft за $2,5 млн., а його проєкт, що розробляється, був заморожений, після чого Патріс вирішив подати на компанію до суду. Проте через кілька років Ubisoft і Патріс Дезіле домовилися про права на загадковий проєект «1666: Amsterdam». Власна студія Дезіле, названа Panache Digital Games, отримала ці права, а сам він відкликав позовну заяву, в якій вимагав у Ubisoft $400 тис.
Поки я працював у компанії, мені доводилося бути тією людиною, яка дає інтерв'ю та розповідає, чим [Ubisoft] займається в даний момент. Я повинен був брехати на користь фірми, і це викликало в мене найбільше невдоволення. […] Я погоджувався з висловлюваннями та рішеннями, зробленими іншими людьми — не мною. Працюючи у великій організації все зводиться до компромісу. […] А мені, як творчому директору, було складно жити з рішеннями інших людей, виступати [з їхніми словами] на камеру чи Skype. У результаті я сказав: «Я не настільки хороший брехун, і я більше не можу цим займатися».
Крім того, Дезіле дійшов висновку, що, працюючи над великою франшизою, він заробляв гроші для людей, «яким було на нього начхати». Дезіле залишив Ubisoft вдруге 2013 року. Роботу над Assassin's Creed Дезиле згадує з ностальгією і каже, що гра займає особливе місце у його серці:
Мені подобається кристальна чистота першої Assassin Creed. У другій частині ми придумали пригоду за вас, тоді як оригінал пропонував вам самим знайти свою пригоду. У цьому була поезія першої частини, і девіз ассасинів якраз непогано відбиває суть гри. «Ніщо не істинно і все можна». Так, мені безперечно подобаються ці слова.

### Panache Digital Games
14 грудня 2014 року Патріс Дезіле разом зі своєю командою запустив нову студію розробки ігор у Монреалі, Panache Digital Games, де вони працюють над своїм першим проєктом під назвою Ancestors: The Humankind Odyssey . Студія також розташована в канадському Монреалі, де вже працює багато інших розробників.

## Розроблені ігри
- Ancestors: The Humankind Odyssey (2019)
- 1666: Amsterdam (Скасовано студією Ubisoft)
- Assassin's Creed: Brotherhood (2010)
- Assassin's Creed II (2009)
- Assassin's Creed (Director's Cut Edition) (2008)
- Assassin's Creed (2007)
- Prince of Persia: Special Edition (2003)
- Prince of Persia: The Sands of Time (2003)
- Donald Duck: Goin' Quackers (2000)
- Hype: The Time Quest (1999)